# Catanauan
Catanauan (Bayan ng Catanauan) är en kommun i Filippinerna. Kommunen ligger på ön Luzon, och tillhör provinsen Quezon. Folkmängden uppgår till 57 736 invånare.

## Barangayer
Catanauan är indelat i 46 barangayer.
| - Ajos - Anusan - Barangay 1 (Pob.) - Barangay 2 (Pob.) - Barangay 3 (Pob.) - Barangay 4 (Pob.) - Barangay 5 (Pob.) - Barangay 6 (Pob.) - Barangay 7 (Pob.) - Barangay 8 (Pob.) - Barangay 9 (Pob.) - Bolo - Bulagsong - Camandiison - Canculajao - Catumbo | - Cawayanin Ibaba - Cawayanin Ilaya - Cutcutan - Dahican - Doongan Ibaba - Doongan Ilaya - Gatasan - Macpac - Madulao - Matandang Sabang Kanluran - Matandang Sabang Silangan - Milagrosa - Navitas - Pacabit - San Antonio Magkupa | - San Antonio Pala - San Isidro - San José (Anyao) - San Pablo (Suha) - San Roque (Doyon) - San Vicente Kanluran - San Vicente Silangan - Santa María (Dao) - Tagabas Ibaba - Tagabas Ilaya - Tagbacan Ibaba - Tagbacan Ilaya - Tagbacan Silangan - Tuhian - Barangay 10 (Pob.) |